# Dianthus leptopetalus
Dianthus leptopetalus — вид рослин з родини гвоздикових (Caryophyllaceae), поширений у Туреччині, південно-східній Європі, Казахстані, західному Сибіру.

## Опис
Рослина від однорічної до багаторічної, до 50–60 см заввишки, сірувато-зелена. Стебла прямостійні з деревним коренем, слабо гіллясті, в основі запушені. Насіння щитоподібне, стиснене, дорсально опукле, вентрально увігнуте з поздовжнім хребтом, 3.1–3.5 × 2.2–2.5 мм; поверхня зморшкувата круговими рядами, не яскрава, чорнувата. 2n = 30.

## Поширення
Поширений у Туреччині, південно-східній Європі (Греція, Македонія, Болгарія, Румунія, Молдова), Казахстані, західному Сибіру.